# Teste de Bartlett
Em estatística, o teste de Bartlett, batizado em homenagem a Maurice Stevenson Bartlett, é usado para testar a homocedasticidade, ou seja, se várias amostras são de populações com variâncias iguais. Alguns testes estatísticos, como a análise de variância, presumem que as variâncias são iguais entre grupos ou amostras, o que pode ser verificado com o teste de Bartlett.
Em um teste de Bartlett, utiliza-se a hipótese nula e a alternativa. Para este propósito, vários procedimentos de teste foram planejados. O procedimento de teste devido ao teste de Bartlett MSE (Mean Square Error/Estimator) é representado aqui. Este procedimento de teste é baseado na estatística cuja distribuição amostral é aproximadamente uma distribuição Qui-Quadrado com (k − 1) graus de liberdade, onde k é o número de amostras aleatórias, que podem variar em tamanho e são extraídas de distribuições normais independentes. O teste de Bartlett é sensível a desvios da normalidade. Ou seja, se as amostras vierem de distribuições não normais, o teste de Bartlett pode simplesmente testar a não normalidade. O teste de Levene e o teste de Brown-Forsythe são alternativas ao teste de Bartlett menos sensíveis a desvios da normalidade.

## Especificação
O teste de Bartlett é usado para testar a hipótese nula, H0 de que todas as k variâncias populacionais são iguais contra a alternativa de que pelo menos duas são diferentes.
Se houver k amostras com tamanhos {\displaystyle n_{i}} e variações de amostra {\displaystyle S_{i}^{2}} então a estatística de teste de Bartlett é
{\displaystyle \chi ^{2}={\frac {(N-k)\ln(S_{p}^{2})-\sum _{i=1}^{k}(n_{i}-1)\ln(S_{i}^{2})}{1+{\frac {1}{3(k-1)}}\left(\sum _{i=1}^{k}({\frac {1}{n_{i}-1}})-{\frac {1}{N-k}}\right)}}}
Onde {\displaystyle N=\sum _{i=1}^{k}n_{i}} e {\displaystyle S_{p}^{2}={\frac {1}{N-k}}\sum _{i}(n_{i}-1)S_{i}^{2}} é a estimativa combinada para a variância.
A estatística de teste tem aproximadamente uma distribuição {\displaystyle \chi _{k-1}^{2}}. Assim, a hipótese nula é rejeitada se {\displaystyle \chi ^{2}>\chi _{k-1,\alpha }^{2}} (Onde {\displaystyle \chi _{k-1,\alpha }^{2}} é o valor crítico da cauda superior para a distribuição {\displaystyle \chi _{k-1}^{2}}).